# Ivan Vukomanović
Ivan Vukomanovic ou Иван Вукомановић en serbe est un footballeur puis entraîneur serbe, né le 19 juin 1977 à Belgrade en Yougoslavie. Il évolue au poste de milieu de terrain du milieu des années 1990 au début des années 2010 reconverti entraîneur.

## Biographie
Formé au club de FK Sloboda Uzice, il signe lors de l'été 1998 à Bordeaux, en Ligue 1. Ne parvenant pas à s'imposer chez les girondins, il est prêté dans plusieurs clubs différents (Dynamo Moscou, FC Cologne...) et quitte Bordeaux en 2004. 
Après un passage raté au Alania Vladikavkaz, il part pour Lokeren, où il s'impose comme titulaire. Après être passé par le Royal Antwerpen, il s'engage le 6 mars 2010 avec le club chinois de Quingdao Jonoon.
Arrivé au terme de son contrat avec le club à la fin de la saison 2011, il prend sa retraite. Ivan Vukomanovic a joué 62 matchs en 1re division belge et a inscrit quatre buts dans ce championnat.
En 2013, il devient entraîneur-adjoint de Guy Luzon au Standard de Liège, avant de le remplacer en octobre 2014, à la suite des mauvais résultats du club. Le 2 février 2015, il est remplacé par José Riga au poste d’entraîneur du Standard de Liège.

## Palmarès

### Comme joueur
- Champion de France en 1999 avec les Girondins de Bordeaux
- Vainqueur de la Coupe de Serbie en 2000 et 2002 avec l'Étoile Rouge de Belgrade

### Comme entraineur
- Vainqueur de la Coupe de Slovaquie en 2017 avec le Slovan Bratislava